# Colombia en los Juegos Mundiales
Colombia en los Juegos Mundiales está representada por el Comité Olímpico Colombiano. El país inició su participación en el año 1981, cuando participó en los Juegos mundiales de Santa Clara , en su primera participación la delegación fue conformada por tres atletas. En cuanto al número de participaciones la delegación Colombiana ha participado en diez de las doce ediciones que se han llevado a cabo, solo se ha ausentado de los Juegos Mundiales de Karlsruhe 1989 y La Haya 1993.
Colombia a lo largo de sus participaciones ha demostrado ser un referente en los deportes sobre ruedas al obtener la mayoría de sus medallas en base a ese deporte. 
La delegación Colombiana ocupa el puesto número 15 en el medallero general al obtener 119 medallas, siendo el mejor clasificado latinoamericano y el segundo mejor clasificado de América solo por detrás de USA.
Por otra parte, La Asociación Internacional de Juegos Mundiales (IWGA) le otorgó a Colombia la sede de la novena versión de los Juegos Mundiales  para que la organizara en el año 2013, siendo la ciudad de Cali, la ciudad escogida en la que se llevó a cabo las justas deportivas y convirtiéndose en la primera ciudad latinoamericana en albergar los juegos

## Delegaciones
| Participaciones | Edición          | Disciplinas | Tamaño delegación | Tamaño delegación | Tamaño delegación | Abanderado           | Abanderado            |             |         |         |  |  |
| --------------- | ---------------- | ----------- | ----------------- | ----------------- | ----------------- | -------------------- | --------------------- | ----------- | ------- | ------- |  |  |
| Participaciones | Edición          | Disciplinas |                   |                   |                   | Abanderado           | Abanderado            | Deportistas | Hombres | Mujeres |  |  |
| 1               | Santa Clara 1981 | 1 deporte   | 3                 | 3                 | 0                 |                      |                       |             |         |         |  |  |
| 2               | Londres 1985     | 1 deporte   | 5                 | 5                 | 0                 |                      |                       |             |         |         |  |  |
| 3               | Lahti 1997       | 5 deportes  | 16                | 16                | 0                 |                      |                       |             |         |         |  |  |
| 4               | Akita 2001       | 6 deportes  | 20                | 20                | 0                 |                      |                       |             |         |         |  |  |
| 5               | Duisburgo 2005   | 5 deportes  | 20                | 12                | 8                 | María Luisa Calle    | Patinaje de velocidad |             |         |         |  |  |
| 6               | Kaohsiung 2009   | 6 deportes  | 22                | 12                | 10                | Nelson Garzón        | Patinaje de velocidad |             |         |         |  |  |
| 7               | Cali 2013        | 40 deportes | 204               | 113               | 91                | Jorge Luis Cifuentes | Patinaje de velocidad |             |         |         |  |  |
| 8               | Breslavia 2017   | 31 deportes | 51                | 25                | 26                | Johana Viveros       | Patinaje de velocidad |             |         |         |  |  |
| 9               | Birmingham 2022  | 12 deportes | 65                | 42                | 23                | Sara López           | Tiro con arco         |             |         |         |  |  |

## Medallero histórico
| Evento          | Oro | Plata | Bronce | Total |
| --------------- | --- | ----- | ------ | ----- |
| Londres 1985    | 0   | 0     | 1      | 1     |
| Lahti 1997      | 2   | 2     | 2      | 6     |
| Akita 2001      | 3   | 5     | 4      | 12    |
| Duisburgo 2005  | 3   | 4     | 4      | 11    |
| Kaohsiung 2009  | 4   | 5     | 3      | 12    |
| Cali 2013       | 8   | 13    | 10     | 31    |
| Breslavia 2017  | 9   | 11    | 1      | 21    |
| Birmingham 2022 | 9   | 10    | 6      | 25    |
| Chengdu 2025    | 7   | 8     | 6      | 21    |
| Total           | 45  | 58    | 37     | 140   |

## Desempeño

### Medallas por deporte
| \| Deporte \| \| \| \| \| \| --------------------- \| -- \| -- \| -- \| --- \| \| Patinaje de velocidad \| 34 \| 37 \| 18 \| 89 \| \| Karate \| 3 \| 1 \| 0 \| 4 \| \| Bolos \| 2 \| 3 \| 0 \| 5 \| \| Tiro con Arco \| 2 \| 1 \| 1 \| 4 \| \| Baile deportivo \| 2 \| 1 \| 0 \| 3 \| \| Deportes Subacuáticos \| 1 \| 8 \| 8 \| 17 \| \| Halterofilia \| 1 \| 1 \| 0 \| 2 \| \| Jui- Jitsu \| 0 \| 3 \| 2 \| 5 \| \| Ultimate frisbee \| 0 \| 1 \| 1 \| 2 \| \| Racquetball \| 0 \| 1 \| 0 \| 1 \| \| Billar \| 0 \| 1 \| 0 \| 1 \| \| Patinaje artístico \| 0 \| 0 \| 3 \| 3 \| \| Squash \| 0 \| 0 \| 3 \| 3 \| \| Esquí acuático \| 0 \| 0 \| 1 \| 1 \| \| Total \| 45 \| 58 \| 37 \| 140 \| |    |    |    |     |
| Deporte |    |    |    |     |
| Patinaje de velocidad | 34 | 37 | 18 | 89  |
| Karate | 3  | 1  | 0  | 4   |
| Bolos | 2  | 3  | 0  | 5   |
| Tiro con Arco | 2  | 1  | 1  | 4   |
| Baile deportivo | 2  | 1  | 0  | 3   |
| Deportes Subacuáticos | 1  | 8  | 8  | 17  |
| Halterofilia | 1  | 1  | 0  | 2   |
| Jui- Jitsu | 0  | 3  | 2  | 5   |
| Ultimate frisbee | 0  | 1  | 1  | 2   |
| Racquetball | 0  | 1  | 0  | 1   |
| Billar | 0  | 1  | 0  | 1   |
| Patinaje artístico | 0  | 0  | 3  | 3   |
| Squash | 0  | 0  | 3  | 3   |
| Esquí acuático | 0  | 0  | 1  | 1   |
| Total | 45 | 58 | 37 | 140 |

### Medallistas mundiales
Los deportistas colombianos que han conquistado una medalla en las competiciones deportivas realizadas en Juegos Mundiales fueron:
| Clasificación del País | Deportista                         | Disciplina                | Edición                                               |   |   |   | Total |
| 1                      | Johana Viveros                     | Patinaje de velocidad     | Wroclaw 2017 y Birmingham 2022                        | 5 | 1 | 1 | 7     |
| 2                      | Fabriana Arias                     | Patinaje de velocidad     | Wroclaw 2017                                          | 3 | 2 | 0 | 5     |
| 2                      | Gabriela Rueda                     | Patinaje de velocidad     | Chengdu 2025                                          | 3 | 2 | 0 | 5     |
| 4                      | Pedro Causil Rojas                 | Patinaje de velocidad     | Kaohsiung 2009 y Cali 2013                            | 3 | 0 | 2 | 5     |
| 5                      | Geiny Pájaro                       | Patinaje de velocidad     | Wroclaw 2017 y Birmingham 2022                        | 3 | 0 | 0 | 3     |
| 6                      | Andrés Felipe Muñoz                | Patinaje de velocidad     | Kaohsiung 2009 y Cali 2013                            | 2 | 4 | 1 | 7     |
| 7                      | Andres Mauricio Jiménez            | Patinaje de velocidad     | Wroclaw 2017 y Birmingham 2022                        | 2 | 2 | 0 | 4     |
| 8                      | Silvia Natalia Niño                | Patinaje de velocidad     | Akita 2001 y Duisburgo 2005                           | 2 | 1 | 2 | 5     |
| 9                      | Sara López                         | Arquería                  | Cali 2013 Wroclaw 2017 y Birmingham 2022              | 2 | 1 | 1 | 4     |
| 10                     | Maria Fernanda Timms               | Patinaje de velocidad     | Chengdu 2025                                          | 2 | 0 | 0 | 2     |
| 10                     | Juan Jacobo Mantilla               | Patinaje de velocidad     | Chengdu 2025                                          | 2 | 0 | 0 | 2     |
| 12                     | Mauricio Fernández Castillo        | Natación con aletas Apnea | Cali 2013 Wroclaw 2017 Birmingham 2022 y Chengdu 2025 | 1 | 3 | 2 | 6     |
| 13                     | Juan Fernando Ocampo               | Natación con aletas       | Cali 2013 Birmingham 2022 y Chengdu 2025              | 1 | 2 | 2 | 5     |
| 14                     | Alexa Caicedo                      | Patinaje de velocidad     | Duisburgo 2005                                        | 1 | 2 | 1 | 4     |
| 14                     | Juan David Duque                   | Natación con aletas       | Cali 2013 Birmingham 2022 y Chengdu 2025              | 1 | 2 | 1 | 4     |
| 16                     | Jorge Luis Cifuentes               | Patinaje de velocidad     | Kaohsiung 2009 y Cali 2013                            | 1 | 2 | 0 | 3     |
| 16                     | Clara Guerrero                     | Bolos                     | Wroclaw 2017 y Birmingham 2022                        | 1 | 2 | 0 | 3     |
| 18                     | Cecilia Baena                      | Patinaje de velocidad     | Duisburgo 2005                                        | 1 | 1 | 1 | 3     |
| 18                     | Jercy Puello                       | Patinaje de velocidad     | Kaohsiung 2009 y Cali 2013                            | 1 | 1 | 1 | 3     |
| 18                     | Juan Camilo Rodríguez              | Natación con aletas       | Birmingham 2022 y Chengdu 2025                        | 1 | 1 | 1 | 3     |
| 21                     | Alexandra Vivas                    | Patinaje de velocidad     | Akita 2001                                            | 1 | 1 | 0 | 2     |
| 21                     | Manuel Otalora                     | Bolos                     | Kaohsiung 2009                                        | 1 | 1 | 0 | 2     |
| 21                     | Jefferson Benjumea y Adriana Ávila | Baile deportivo           | Cali 2013 y Wroclaw 2017                              | 1 | 1 | 0 | 2     |
| 24                     | Berenice Moreno                    | Patinaje de velocidad     | Akita 2001                                            | 1 | 0 | 2 | 3     |
| 25                     | Jorge Andrés Botero                | Patinaje de velocidad     | Lahti 1997 y Akita 2001                               | 1 | 0 | 1 | 2     |
| 26                     | María Isabel Urrutia               | Halterofilia              | Lahti 1997                                            | 1 | 0 | 0 | 1     |
| 26                     | Andrés Rendón                      | Karate                    | Cali 2013                                             | 1 | 0 | 0 | 1     |
| 26                     | José Ramírez                       | Karate                    | Cali 2013                                             | 1 | 0 | 0 | 1     |
| 26                     | Lina Gómez                         | Karate                    | Cali 2013                                             | 1 | 0 | 0 | 1     |
| 26                     | Yinessa Ortega y Stevens Rebolledo | Baile deportivo           | Wroclaw 2017                                          | 1 | 0 | 0 | 1     |
| 26                     | Rocio Restrepo                     | Bolos                     | Wroclaw 2017                                          | 1 | 0 | 0 | 1     |
| 26                     | Daniel Muñoz                       | Arquería                  | Birmingham 2022                                       | 1 | 0 | 0 | 1     |
| 33                     | Grace Fernández                    | Natación con aletas       | Cali 2013 Wroclaw 2017 Birmingham 2022 y Chengdu 2025 | 0 | 4 | 3 | 7     |
| 34                     | Paula Aguirre Joya                 | Natación con aletas       | Wroclaw 2017 Birmingham 2022 y Chengdu 2025           | 0 | 4 | 2 | 6     |
| 35                     | Viviana Retamozo Olaya             | Natación con aletas       | Wroclaw 2017 Birmingham 2022 y Chengdu 2025           | 0 | 4 | 1 | 5     |
| 36                     | Jhon Tascón                        | Patinaje de velocidad     | Chengdu 2025                                          | 0 | 3 | 1 | 4     |
| 37                     | Miguel Rueda                       | Patinaje de velocidad     | Akita 2001                                            | 0 | 3 | 0 | 3     |
| 37                     | Jairo Viviescas                    | Ju-Jitsu                  | Wroclaw 2017 Birmingham 2022                          | 0 | 3 | 0 | 3     |
| 39                     | Rommy Muñoz                        | Patinaje de velocidad     | Cali 2013                                             | 0 | 2 | 2 | 4     |
| 40                     | Martha Lucía Ramírez Cardona       | Patinaje de velocidad     | Kaohsiung 2009                                        | 0 | 2 | 0 | 2     |
| 40                     | Paola Segura                       | Patinaje de velocidad     | Cali 2013                                             | 0 | 2 | 0 | 2     |
| 40                     | Daniel Zapata                      | Patinaje de velocidad     | Birmingham 2022                                       | 0 | 2 | 0 | 2     |
| 40                     | Diana Moreno Alegría               | Natación con aletas       | Chengdu 2025                                          | 0 | 2 | 0 | 2     |
| 44                     | Maria Rodriguez Angarita           | Apnea                     | Chengdu 2025                                          | 0 | 1 | 1 | 2     |
| 45                     | Carmenza Delgado                   | Halterofilia              | Lahti 1997                                            | 0 | 1 | 0 | 1     |
| 45                     | Carlos Penagos                     | Patinaje de velocidad     | Lahti 1997                                            | 0 | 1 | 0 | 1     |
| 45                     | Diego Rosero                       | Patinaje de velocidad     | Akita 2001                                            | 0 | 1 | 0 | 1     |
| 45                     | Anderson Ariza                     | Patinaje de velocidad     | Duisburgo 2005                                        | 0 | 1 | 0 | 1     |
| 45                     | Nelson Garzon                      | Patinaje de velocidad     | Kaohsiung 2009                                        | 0 | 1 | 0 | 1     |
| 45                     | Anggie Ramírez                     | Bolos                     | Kaohsiung 2009                                        | 0 | 1 | 0 | 1     |
| 45                     | Ana Escandon                       | Karate                    | Cali 2013                                             | 0 | 1 | 0 | 1     |
| 45                     | Cristina Amaya                     | Racquetball               | Cali 2013                                             | 0 | 1 | 0 | 1     |
| 45                     | Leonidas Romero                    | Natación con aletas       | Cali 2013                                             | 0 | 1 | 0 | 1     |
| 45                     | Edwin Estrada                      | Patinaje de velocidad     | Wroclaw 2017                                          | 0 | 1 | 0 | 1     |
| 45                     | Kelly Perez Rubio                  | Natación con aletas       | Wroclaw 2017                                          | 0 | 1 | 0 | 1     |
| 45                     | Jose Garcia                        | Billar                    | Birmingham 2022                                       | 0 | 1 | 0 | 1     |
| 57                     | Miguel Ángel Rodríguez Forero      | Squash                    | Cali 2013 Birmingham 2022 y Chengdu 2025              | 0 | 0 | 3 | 3     |
| 58                     | Hernando Montaño                   | Patinaje de velocidad     | Londres 1985                                          | 0 | 0 | 1 | 1     |
| 58                     | Juan Betancourt                    | Patinaje de velocidad     | Lahti 1997                                            | 0 | 0 | 1 | 1     |
| 58                     | Simón Siegert                      | Esquí acuático            | Lahti 1997                                            | 0 | 0 | 1 | 1     |
| 58                     | Camilo Andrés Orozco               | Patinaje de velocidad     | Duisburgo 2005                                        | 0 | 0 | 1 | 1     |
| 58                     | Wilson Alzate                      | Ju-Jitsu                  | Cali 2013                                             | 0 | 0 | 1 | 1     |
| 58                     | Nataly Otalora                     | Patinaje artístico        | Cali 2013                                             | 0 | 0 | 1 | 1     |
| 58                     | Leonardo Parrado y Marcela Cruz    | Patinaje artístico        | Cali 2013                                             | 0 | 0 | 1 | 1     |
| 58                     | Daniela Gerena y Brayan Carreño    | Patinaje artístico        | Birmingham 2022                                       | 0 | 0 | 1 | 1     |
| 58                     | Valentina Diago                    | Natación con aletas       | Birmingham 2022                                       | 0 | 0 | 1 | 1     |
| 58                     | Edgar Castillo y Jeison Mora       | Ju-Jitsu (duo)            | Chengdu 2025                                          | 0 | 0 | 1 | 1     |

### Deportes en pareja o grupales
| Clasificación del País | Pareja o Equipo                      | Disciplina                  | Edición                        |   |   |   | Total |
| 1                      | Jefferson Benjumea y Adriana Ávila   | Baile deportivo             | Cali 2013 y Wrocław 2017       | 1 | 1 | 0 | 2     |
| 2                      | Yinessa Ortega y Stevens Rebolledo   | Baile deportivo             | Wrocław 2017                   | 1 | 0 | 0 | 1     |
| 3                      | Selección Colombia mixta de Ultimate | Ultimate Frisbee (detalles) | Wrocław 2017 y Birmingham 2022 | 0 | 1 | 1 | 2     |
| 4                      | Leonardo Parrado y Marcela Cruz      | Patinaje artístico          | Cali 2013                      | 0 | 0 | 1 | 1     |
| 5                      | Daniela Gerena y Brayan Carreño      | Patinaje artístico          | Birmingham 2022                | 0 | 0 | 1 | 1     |
| 6                      | Edgar Castillo / Jeison Mora         | Ju-Jitsu (duo)              | Chengdu 2025                   | 0 | 0 | 1 | 1     |

### Deportes Invitacionales
Estos deportes no cuentan en el medallero final debido a que no son deportes oficiales de Los Juegos Mundiales.
| Clasificación del País | Equipo                                    | Disciplina                 | Edición   |   |   |   | Total |
| 1                      | Selección de futsal de Colombia           | Fútbol de Salón (detalles) | Cali 2013 | 1 | 0 | 0 | 1     |
| 2                      | Selección Femenina de Sóftbol de Colombia | Softball Femenino          | Cali 2013 | 0 | 0 | 1 | 1     |